# Inspektor
O Inspektor ou Inspector foi um satélite artificial alemão construído pela Daimler-Benz Aerospace e lançado ao espaço no dia 5 de outubro de 1997 a bordo da Progress M36 por um foguete Soyuz-U a partir do Cosmódromo de Baikonur, no Cazaquistão.

## Características
O Inspektor foi um pequeno protótipo de satélite para inspecionar e servir à estação espacial Mir e posteriormente a outras estações espaciais. O Inspektor voou a bordo da nave logística Progress M36 e liberado por esta após ter cumprido a sua missão e desacoplar-se da estação. A sua missão principal consistia em voar ao redor da Mir (até 100 metros de distância) e fotografá-la, mas devido a problemas de controle e orientação do satélite, ele acabou se distanciando da mesma. Reentrou na atmosfera em 1 de novembro de 1998.
O Inspektor tinha forma de um prisma hexagonal usava dois propulsores de 40 mN de Empuxo para se mover e três giroscópios para controlar a sua atitude. Ela usava uma câmera estelar e uma câmera de vídeo, além de três giroscópios óticos, para determinar a sua atitude e posição. A alimentação elétrica era fornecida por células solares em sua superfície que alimentavam várias baterias.